# Simon Brand

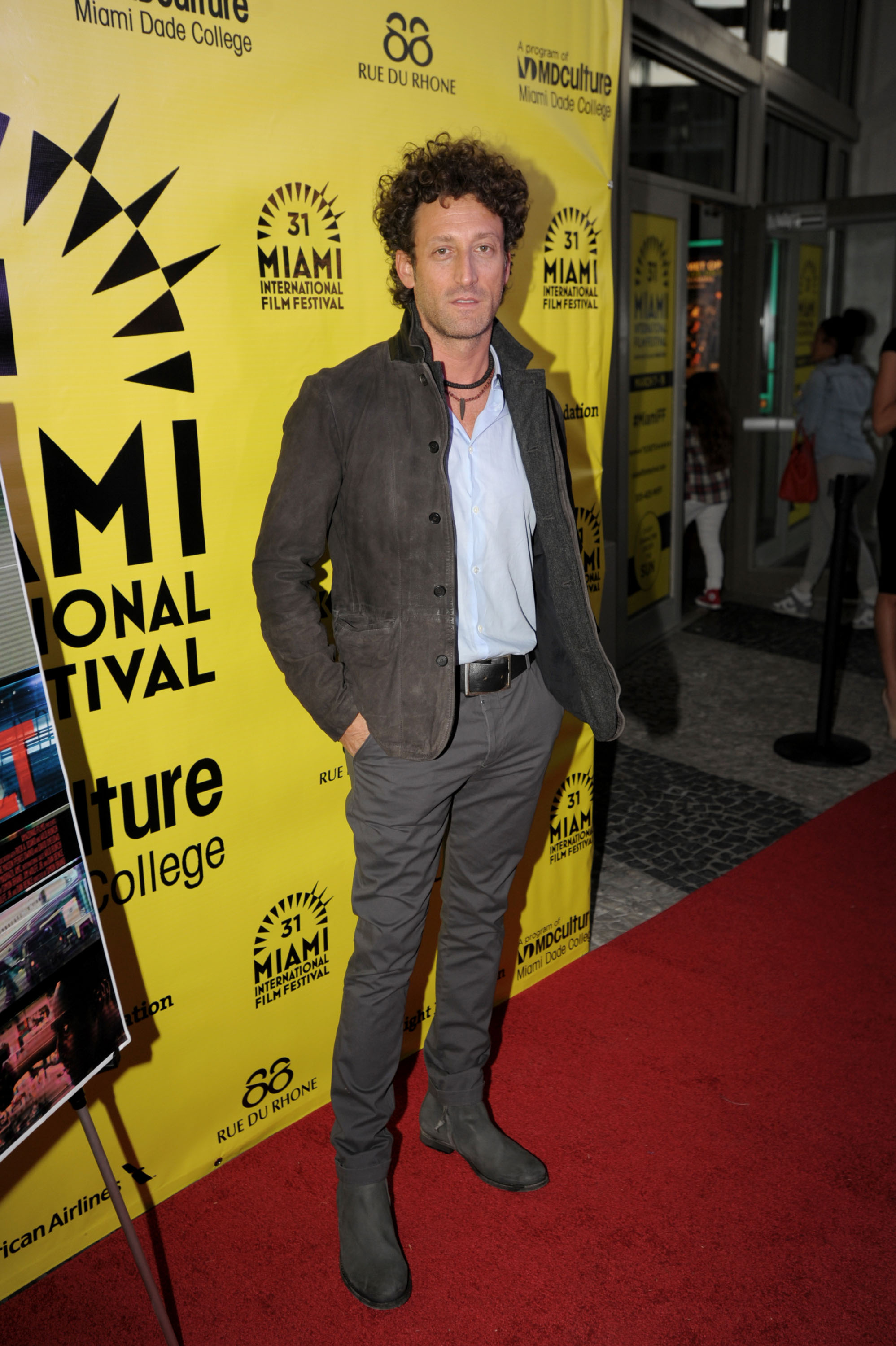
Imagem do Simon Brand ator colômbiano

Simon Brand (Cáli, 28 de julho de 1970) é um ator e diretor colombiano. Ele começou a dirigir videoclipes aos 17 anos, e desde então já trabalhou com artistas como Shakira, Ricky Martin, Enrique Iglesias, Juanes, entre outros.